# Filmfare Awards (2006)
51-я церемония награждения Filmfare Awards проводилась 25 февраля 2006 года, в городе Бомбей. На ней были отмечены лучшие киноработы на хинди, вышедшие в прокат до конца 2005 года.

## Главные награды

### Лучший фильм
Последняя надежда 
- Банти и Бабли
- В водовороте неприятностей
- Третья страница
- Замужняя женщина

### Лучший режиссёр
Санджай Лила Бхансали — Последняя надежда 
- Мадхур Бхандаркар — Третья страница
- Нагеш Кукунур — Икбал
- Прадип Саркар — Замужняя женщина
- Рам Гопал Варма — По стопам отца

### Лучший актёр в главной роли
Амитабх Баччан — Последняя надежда 
- Аамир Кхан — Восстание
- Абхишек Баччан — Банти и Бабли
- Амитабх Баччан — По стопам отца
- Саиф Али Кхан — Замужняя женщина

### Лучшая актриса в главной роли
Рани Мукхерджи — Последняя надежда 
- Прити Зинта — Салам Намасте
- Рани Мукхерджи — Банти и Бабли
- Шармила Тагор — Найти справедливость
- Видья Балан — Замужняя женщина

### Лучшая мужская роль второго плана
Абхишек Баччан — По стопам отца 
- Амитабх Баччан — Банти и Бабли
- Аршад Варси — Салам Намасте
- Насируддин Шах — Икбал
- Санджай Датт — Замужняя женщина

### Лучшая женская роль второго плана
Аеша Капур — Последняя надежда 
- Бипаша Басу — В водовороте неприятностей
- Сандхья Мридул — Третья страница
- Шефали Шетти — Наперегонки со временем
- Швета Прасад — Икбал

### Лучшая комическая роль
Акшай Кумар — Специи любви 
- Анил Капур — В водовороте неприятностей
- Джавед Джеффри — Салам Намасте
- Раджпал Ядав — Наперегонки со временем
- Салман Кхан — В водовороте неприятностей

### Лучшая отрицательная роль
Нана Патекар — Похищенные души 
- Аджай Девган — Глаз Тигра
- Амрита Сингх — Ночь, перевернувшая жизнь
- Кэй Кэй Менон — По стопам отца
- Панкадж Капур — Час X

### Лучший сюжет
Ручи Нараин — Ручи Нараин, Шивкумар Субраманиам и Судхир Мишра 

### Лучший сценарий
Третья страница — Нина Арора & Маной Тьяги (as per titles of the film)

### Лучший диалог
Похищенные души — Пракаш Джха 

### Лучшая музыка к фильму
Банти и Бабли — Шанкар-Эхсан-Лой 
- Ты свела меня с ума — Химеш Решаммия
- Час X — Вишал-Шекхар
- Лаки. Не время для любви — Аднан Сами
- Замужняя женщина — Шантану Мойтра

### Лучшая песня к фильму
Банти и Бабли — Гулзар — Kajraa Re 
- Ты свела меня с ума — Самир — Ты свела меня с ума
- Банти и Бабли — Гулзар — Chup Chup Ke
- Загадка — Гулзар — Dheere Jalna
- Замужняя женщина — Свананд Киркире — Piyu Bole

### Лучший мужской закадровый вокал
Ты свела меня с ума — Химеш Решаммия — Ты свела меня с ума 
- Час X — Шаан и Кэй Кэй — Dus Bahane
- Загадка — Сону Нигам — Dheere Jalna
- Замужняя женщина — Сону Нигам — Piyu Bole
- Яд любви — Атиф Аслам — Woh Lamhe

### Лучший женский закадровый вокал
Банти и Бабли — Алиша Чинай — Kajraa Re 
- Час X — Сунидхи Чаухан  — Deedar De
- Замужняя женщина — Shreya Ghoshal — Piyu Bole
- Замужняя женщина — Сунидхи Чаухан — Kaisi Paheli
- Яд любви — Shreya Ghoshal — Agar Tum Mil Jao

### Лучшая постановка боевых сцен
Час X — Allan Amin 

### Лучшая работа художника-постановщика
Замужняя женщина — Keshto Mandal , Прадип Саркар и Tanushree По стопам отца 

### За влияние в киноиндустрии
Последняя надежда — Монти Шарма 

### Лучшая операторская работа
Последняя надежда — Рави К. Чандран 

### Лучший монтаж
Последняя надежда — Bela Segal 

### Лучший звук
Замужняя женщина — Bishwadeep Chatterjee 

### Лучший мужской дебют
Шиней Ахуджа — Ручи Нараин 

### Лучший женский дебют
Видья Балан — Замужняя женщина 

### Награда за пожизненные достижения
Шабана Азми 

### Награда имени Р.Д. Бурмана
Шантану Мойтра 

### Лучшая сцена
Банти и Бабли 

## Выбор критиков

### Лучший фильм
Последняя надежда 

### Лучшая актёр
Амитабх Баччан — Последняя надежда 

### Лучшая актриса
Рани Мукхерджи — Последняя надежда 